# Concertino (grupa instrumentów)
Concertino (też principale  lub soli) – grupa kilku instrumentów solowych w concerto grosso.
Concertino stanowiło jedną ze stron strukturalnego dialogu muzycznego, typowego dla concerto grosso; drugą stroną dialogu była orkiestra (zwana też concerto, tutti lub ripieni) .
Typowym instrumentarium concertino był niezwykle charakterystyczny dla okresu baroku układ triowy, na który składało się dwoje skrzypiec i instrument pełniący rolę basso continuo, najczęściej wiolonczela lub klawesyn .
Zgodnie z istniejącymi rodzajami koncertowania, concertino i tutti muzycznie współdziałały lub współzawodniczyły. W pierwszym przypadku poszczególne instrumenty miały wspólne partie i wzajemnie siebie zdwajały. W drugim, na zasadzie kontrapunktu, tworzyły kontrast melodyczny, rytmiczny i dynamiczny.
Wielkość partii concertina w stosunku do partii tutti nie była sformalizowana. Na ogół concertino było mniejsze od tutti, zwłaszcza pod koniec poszczególnych części koncertu. Jednak w częściach powolnych widoczna była tendencja do zachowania symetrii i równowagi pomiędzy concertinem a tutti.
Idea concertina jako odrębnej grupy instrumentów koncertujących solo, była wykorzystywana również współcześnie, na przykład przez Edwarda Elgara w Introduction and Allegro for Strings, op. 47 (1905). Zaś Igor Strawinski w swoim Koncercie D-dur (1946) wydzielił z sekcji smyczków kwartet smyczkowy i nadał mu rolę concertina .